# Музичка школа „Др Војислав Вучковић” Чачак
Музичка школа "Др Војислав Вучковић" Чачак је музичка образовно-васпитна установа у Чачку. Школа се налази у улици Цара Душана 52.

## Локација
Матична зграда Музичке школе до 2013. године, школа је радила у старој и нефункционалној згради, али је та зграда срушена, а на њеном месту је саграђена потпуно нова модерна зграда.

## Општи подаци о школи
Музичка школа своју делатност обавља у матичној школи и четири издвојена одељења:
- издвојено одељење Горњи Милановац
- издвојено одељење Гуча
- издвојено одељење Лучани
- издвојено одељење Мрчајевци

Настава у матичној школи се одвија у згради чији је власник Град Чачак а како иста не поседује салу за физичко васпитање настава физичког се одвија у сали Гимназије као и на атлетској стази када временски услови то дозвољавају.

## Историјат школе
Народни одбор градске општине у Чачку, на својој 13. седници одржаној на дан 28. август 1953. године, на предлог Савета за просвету и културу градске општине, а на основу чланова 2, 4, 14 и 57 тачка 22. Закона о народним одборима градова и градских општина донео је РЕШЕЊЕ да се у Чачку оснује Нижа музичка школа (пошто се постојећа сматрала делом КУД-а „Абрашевић“). Од 1. јануара 1954. године Нижа музичка школа у Чачку званично је постала државна установа. Њену делатност почео је да финансира Градски народни одбор, а за директора је постављен Божидар-Божо Циврић.

## Организација рада

### Припремни разред
У припремни разред могу се уписати деца од  8 година (која полазе у  други  разред основне школе). Упис се врши са претходном провером музичких способности, односно полагањем пријемног испита. Деца не уче да свирају, али  се упознају са  музичким инструментима.

### Основна школа
Пријемни испит полаже се пре уписа у први разред, по правилу у јунском или августовском року. На пријемном испиту проверава се слух, ритам и музичка меморија. Ученици који су похађали програм припремног разреда, полажу пријемни испит.
У основној музичкој школи, након полагања провере способности, у зависности од узраста детета, ученици могу да се определе за жељени инструмент или певање.
Основно музичко образовање и васпитање остварује се у трајању од шест година и четири године у зависности од врсте инструмента, у два образовна циклуса.
У оквиру шестогодишњег основног музичког образовања и васпитања изучавају се следећи инструменти: клавир, виолина, виола, виолончело, гитара, харфа, хармоника, флаута, обоа,труба, кларинет, саксофон. У први разред основне музичке школе за наведене  инструменте може да се упише ученик од 9 година и млађи.
У оквиру четворогодишњег основног музичког образовања и васпитања изучавају се следећи инструменти: соло певање и контрабас. У први разред основне музичке школе за наведене  инструменте може да се упише ученик од 11 година и млађи.
У први разред основне музичке школе за соло певање, може да се упише: за женске гласове – ученик од 13 година и старији, а за мушке гласове – ученик од 16 година и старији;
Програм наставе и учења у основној музичкој школи изводи се индивидуално (настава инструмента и певања) и групно (настава солфеђа, теорије музике, оркестра, хора и камерне музике).

### Други циклус основне музичке школе
На основу Закона о основном образовању и васпитању („Сл.гласник РС“,бр. 55/2013, 101/2017, 27/2018 – др. закон и 123/2021 члан 57 став 2): Ученик који није завршио први циклус основне музичке, односно основне балетске школе може да се упише у други циклус након положеног испита за проверу знања.

### Средња музичка школа
У оквиру средње музичке школе ученици се школују за следећа занимања
- музички извођач кладичне музике[4]
- музички сарадник[5]

### Ванредно школовање
У МШ „Др Војислав Вучковић“, полагање испита за ванредне ученике организује се у следећим испитним роковима: октобар, децембар, фебруар, април, јун и август.

## Часопис
У школи се објављује школски часопис под називом МузиЧАр.